# Hycan

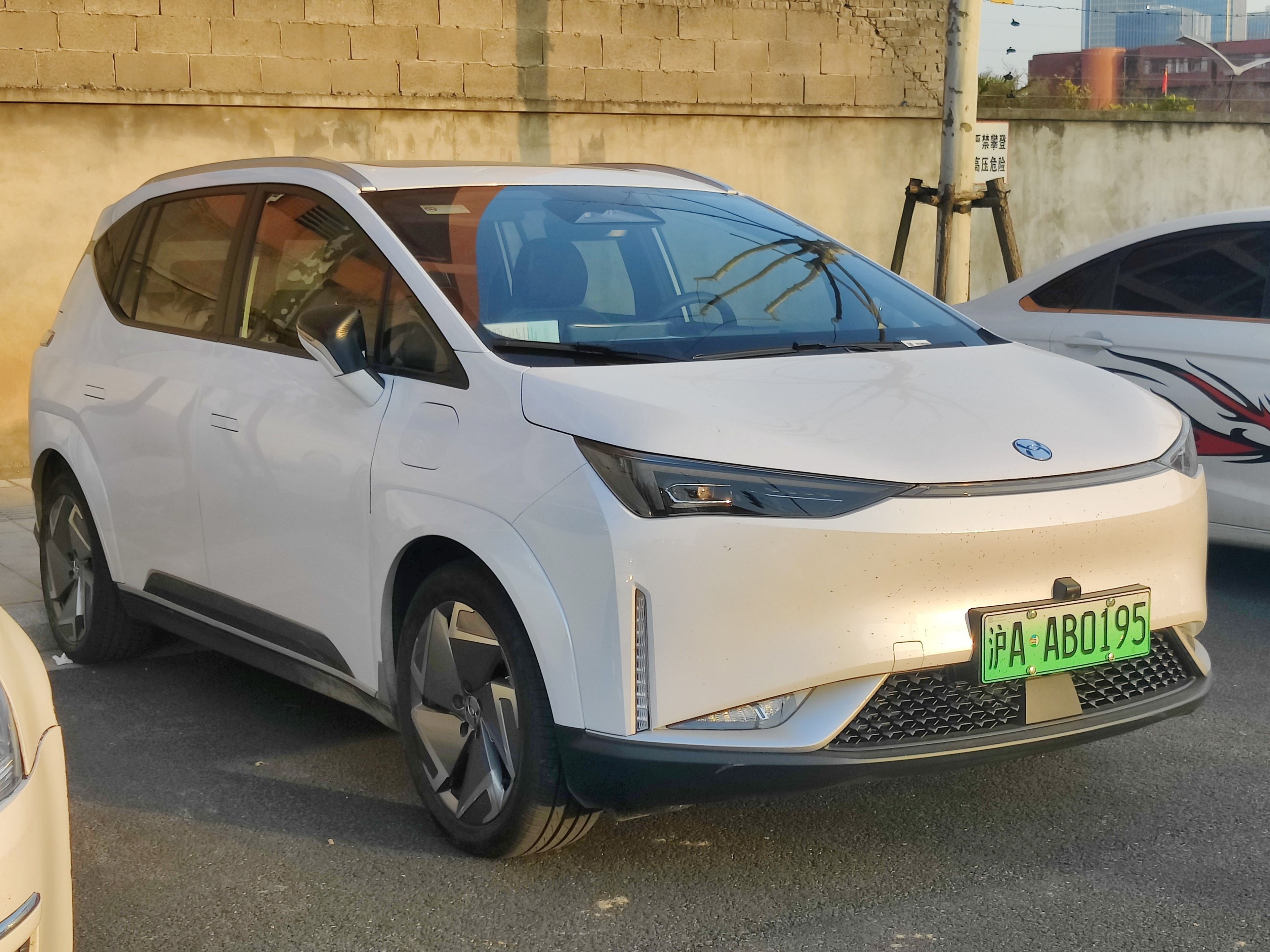
Hycan Z03

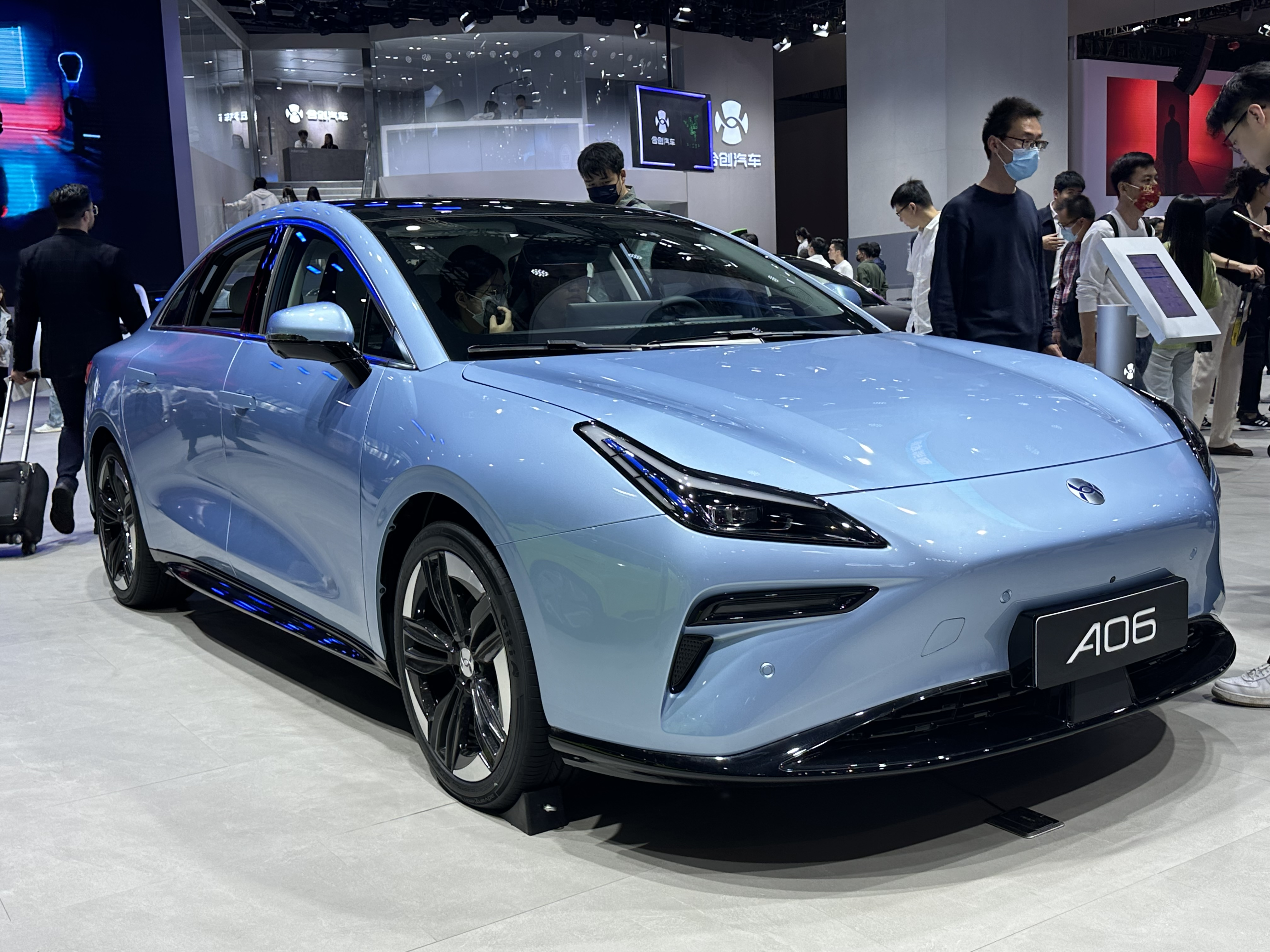
Hycan A06

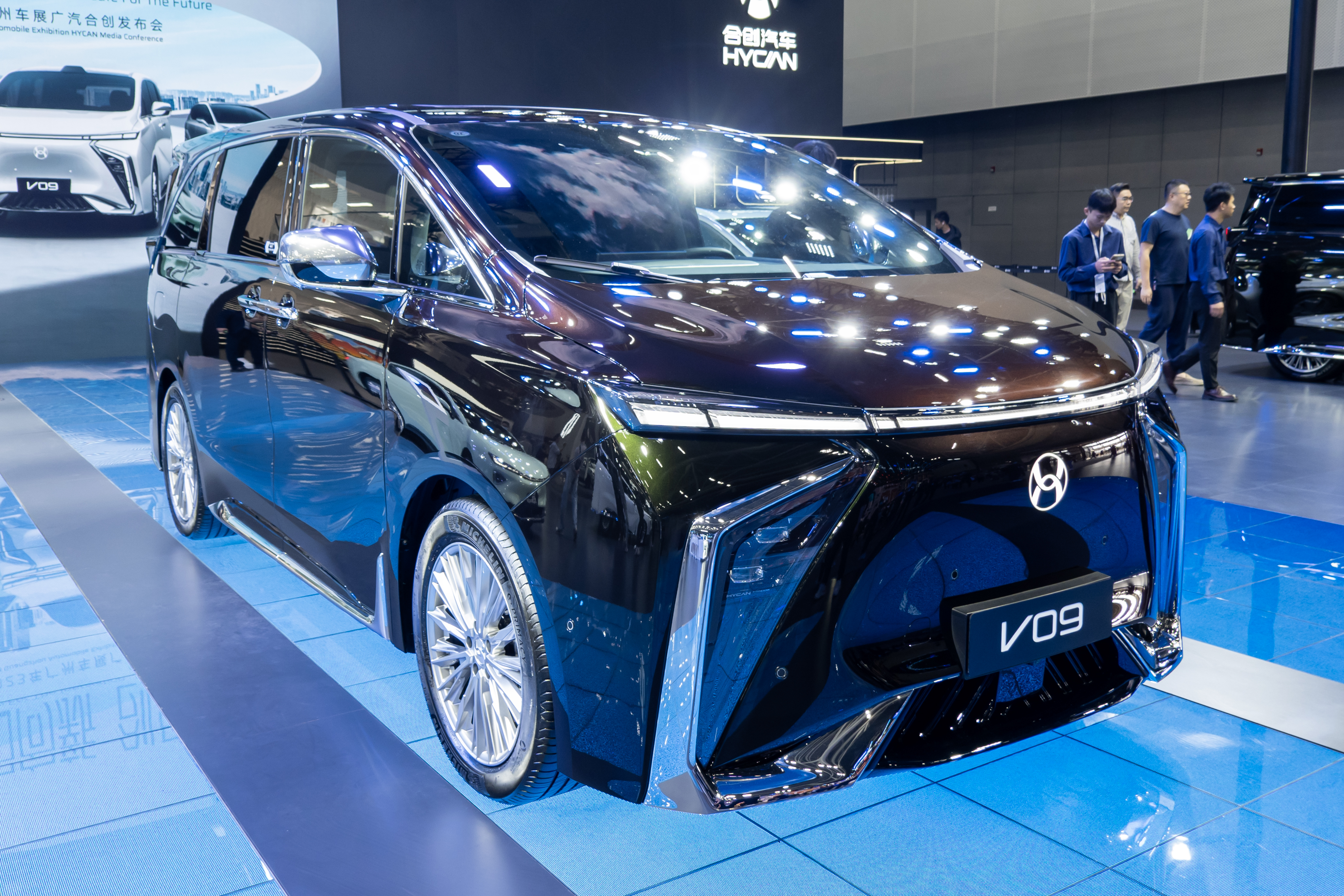
Hycan V09

Hycan (chiń. upr. 合创) – chiński producent elektrycznych samochodów osobowych z siedzibą w Kantonie działający od 2019 roku. Należy do GAC Aion, filii chińskiego koncernu GAC Group.

## Historia

### GAC-NIO
Na początku 2019 roku chiński koncern motoryzacyjny GAC Group nawiązał współpracę z lokalnym startupem NIO zajmującym się produkcją samochodów elektrycznych, formując spółkę joint venture firmowaną pod nazwą Hycan. W maju 2019 roku partnerstwo zostało oficjalnie ogłoszone, zapowiadając skoncentrowanie się na produkcji samochodów elektrycznych opartych na współpracy między obiema stronami. Pierwszym modelem Hycana został crossover o nazwie 007 opracowany na bazie bliźniaczej konstrukcji koncernu GAC Group, modelu Aion LX. Premiera modelu odbyła się w styczniu 2020 roku, ograniczając zasięg rynkowy do wewnętrznego rynku chińskiego. 
W kwietniu 2021 roku Hycan przedstawił przedprodukcyjny prototyp swojego drugiego samochodu o nazwie Z03. Podobnie jak 007, pojazd powstał jako bliźniacza wersja z linii modelowej Aion marki GAC, minivana Aion Y, różniąc się od niego obszernie pod kątem wizualnym. Samochód również zachował lokalny, chiński zasięg rynkowy, debiutując w seryjnej postaci i trafiając do sprzedaży w październiku 2021. W tym samym miesiącu chińska firma zparezentowała studyjną zapowiedź rozbudowy swojej gamy modelowej o kolejne 2 samochody, tym razem odchodzące od koncepcji crossovera: sedana Concept-S i minivana Concept-M.

### Odejście NIO
Jeszcze na początku 2021 roku NIO podjęło decyzję o marginalizacji swojej dotychczas równo wspóldzielonej z GAC roli w joint-venture Hycan, obniżając swoje udziały z 50% do jedynie 4,5%. Główny udziałowiec umocnił swoją wiodącą pozycję w przedsięwzięciu, które w sierpniu 2022 oficjalnie przestało być współką joint-venture po odsprzedaży wszystkich udziałów przez NIO. Zamieszanie w strukturze własnościowej nie wpłynęło ostatecznie na rozwój Hycana, który pomimo tego z końcem 2022 roku przedstawił dwa zupełnie nowe modele. W grudniu 2022 firma przedstawiła swój pierwszy klasyczny samochód osobowy w postaci flagowej limuzyny A06, a z końcem miesiąca na 2022 Guangzhou Auto Show zadebiutował pierwszy duży elektryczny minivan firmy - Hycan V09. Samochód oparto na nowej, dedykowanej Hycanowi płycie podłogowej nowej generacji.

## Modele samochodów

### Obecnie produkowane

#### Samochody osobowe
- A06
- A06 Plus

#### Crossovery
- Z03
- 007

#### Minivany
- V09

### Studyjne
- Hycan Z03 Concept (2021)
- Hycan Concept-S (2021)
- Hycan Concept-M (2021)